# Wenzel Vetter von Lilienberg

Wenzel Alois Graf Vetter von Lilienberg

Wenzel Alois Vetter von Lilienberg, seit 1813 Graf von Lilienberg (* 16. März 1767 in Čáslav; † 6. Februar 1840 in Zadar), war ein k.k. Feldzeugmeister.

## Leben

### Herkunft und Familie
Wenzel entstammt einer ursprünglich niederländischen Familie Vetter van der Lilien, die sich in Böhmen sesshaft machte. Die in älterer Literatur vorzufindende Gleichmachung mit den Vetter von der Lilie wird gegenwärtig, da neben einem validen Nachweis auch stichhaltige Indizien fehlen, als unhaltbar abgelehnt.
Er vermählte sich am 11. Juli 1809 mit Theresia, geborene Gräfin von Daun (* 1787). Aus der Ehe sind zwei Kinder hervorgegangen:
- Sylvine (1810–1872),

⚭I. 1837 Graf Carl zu Castell-Castell (1801–1850), nassauischer Oberst
⚭II. 1855 Friedrich Reichsfreiherr von Breidbach-Bürresheim (1822–1896)
- Walafrid (1811–1847), k.k. Oberstleutnant, ⚭ 1842 Angelica Henriette von Liebenberg[1]

### Werdegang
Vetter, obwohl vom Elternhaus für den Zivildienst bestimmt, begann seine Laufbahn 1790 als Kadett im Regiment Alvintzys. Noch im selben Jahr avancierte er zum Fähnrich und nahm am Feldzug gegen die Türken teil. Bereits im Ersten Koalitionskrieg konnte er sich hervortun, weswegen er 1790 vor der Zeit zum Leutnant befördert wurde. In der Schlacht bei Loano 1795 wurde er verwundet und rückte 1796 zum Oberleutnant und Adjutant des Chefs des Generalstabes auf. Nach weiteren Bewährungen in Italien wurde er 1797 Kapitänleutnant. Im Zweiten Koalitionskrieg traf er bei der Belagerung von Tortona mit Feldmarschall Suworow persönlich zusammen. Auch an der Belagerung von Genua nahm er teil und wurde, nachdem er bereits 1800 zum Major avanciert war, am 5. Mai 1802 mit dem Ritterkreuz des Militär-Maria-Theresien-Ordens geehrt. Im Jahr 1805 stieg er zum Oberstleutnant, sowie 1807 zum Oberst und Kommandeur des 22. Infanterieregiments auf. Am 24. Mai 1809 erhielt er seine Beförderung zum Generalmajor. Während des Russlandfeldzugs 1812 wurde er in der Schlacht bei Podobna schwer verwundet.
Am 21. Dezember 1813 wurde er in den Grafenstand erhoben und 1816 Kommandant der Festung Salzburg. Er avancierte am 21. Januar 1817 zum Feldmarschallleutnant, und wurde in die Lombardei entsandt, wo er als Divisionär 1821 den Aufstand der Piemontesen erfolgreich bekämpfte. In unmittelbarer Folge wurde er zum Militärgouverneur in Alessandria ernannt sowie 1822 auch Kommandeur der Truppen ebd. 1826 zog er mit seinem Kontingent ab und hatte bis dahin, in Anerkennung der erfolgreichen Restauration der Verhältnisse, bereits 1821 das Großkreuz des Mauritius und Lazarus Ordens sowie das des Ferdinand und des Verdienst Ordens, schließlich 1823 den Orden der Eisernen Krone I. Klasse und die Geheimrats-Würde erhalten.
1827 wurde er Festungskommandant von Venedig, aber noch im November selben Jahres als Divisionär und Militärkommandant des Küstenlandes nach Triest abkommandiert. Dort folgte im November 1829 die Ernennung zum Kommandierenden General in Kroatien und 1831 die zum Zivil- und Militärgouverneur von Dalmatien. Mit seiner Beförderung zum Feldzeugmeister am 18. September 1838 beschloss er seine Tour.